# Слепая ярость
«Слепая ярость» (англ. Blind Fury) — американский фильм-боевик 1989 года режиссёра Филлипа Нойса с Рутгером Хауэром в главной роли. Премьера состоялась в Германии в 1989 году, однако картина вышла в прокат США в 1990 году.
Фильм основан на японском фильме 1967 года «Вызов Дзатоити» из серии «История Дзатоити». Ради роли Хауэр брал уроки владения самурайским мечом у Сё Косуги, который также снимался в этом фильме.

## Сюжет
Ник Паркер (Рутгер Хауэр) потерял зрение во время боя под конец своей службы во Вьетнаме. Пытаясь выбраться из джунглей, он попадёт в ловушку — подвесную сеть. Во вьетнамской деревне Ника обучают обходиться без глаз, а также бою с мечом вслепую. Через 20 лет он возвращается в США, чтобы встретиться там с другом — Фрэнком Дэверо. По адресу друга Ник узнаёт, что Фрэнк давно бросил свою семью — жену и сына Билли и переехал в Рино (Невада). В это же время в дом врываются бандиты в форме полицейских и пытаются схватить Билли. Один из бандитов смертельно ранит мать Билли, после чего Ник расправляется с ними с помощью своего меча, замаскированного под трость. Теперь Нику остаётся найти своего друга Фрэнка, чтобы отвезти к нему сына. Ник и Билли встречают Энни, подругу отца. Их похищают двое людей Маккриди. Но они сбегают, угнав их фургон. Позже Ник узнает, что бандиты используют Фрэнка для изготовления наркотиков под угрозой убийства его семьи.
Ник находит Фрэнка, они едут в дом Коллинн хорошей подруги Энни и узнают, что Билли и Энни похитили, а Коллинн убили. Ник и Фрэнк отправляются на гору(по пути Ник рассказывает старому другу, о том что давно простил его и Фрэнку тоже стоит себя простить) и убивают банду Маккриди. Убив всех людей Маккриди, они обнаруживают что Маккриди держит Билли и Энни на мушке. Маккриди нанимает японского убийцу, и Ник побеждает его. После этого Слэг стреляет в плечо Ника, но Ник пронзает ему живот. Слэг пытается убить Ника, но Ник режет его пополам, и Слэг падает из окна. После чего Фрэнк вместе с сыном и новой возлюбленной, также участвовавшей в приключениях, решают уехать в путешествие. И хотя Билли теперь относится к Нику как к дяде, тот решает путешествовать отдельно.

## В ролях
- Рутгер Хауэр — Ник Паркер
- Терри О'Куин — Фрэнк Дэверо
- Брэндон Колл — Билли Дэверо
- Ноубл Уиллингэм — МакКриди
- Лиза Блаунт — Энни Уинчестер
- Ник Кассаветис — Лайл Пайк
- Мэг Фостер — Линн Дэверо
- Рэндалл «Текс» Кобб — Slag
- Сё Косуги — убийца